# Корі Енн Авантс
Корі Енн Авантс (англ. Cory Ann Avants; нар. 22 січня 1985) — колишня американська тенісистка.
Найвищу одиночну позицію світового рейтингу — 226 місце досягла 26 липня, 2004, парну — 193 місце — 27 вересня, 2004 року.

## Фінали ITF
| Турніри $25,000 |
| Турніри $10,000 |

### Одиночний розряд (2–1)
| Результат | Ранг | Дата     | Турнір          | Покриття | Суперниця         | Рахунок       |
| --------- | ---- | -------- | --------------- | -------- | ----------------- | ------------- |
| Перемога  | 1.   | Жов 2000 | Ролі, США       | Ґрунт    | Eugenia Subbotina | 5–7, 6–4, 6–3 |
| Поразка   | 2.   | Лют 2004 | Бока-Ратон, США | Тверде   | Саня Мірза        | 3–6, 2–6      |
| Перемога  | 3.   | Тра 2004 | Х'юстон, США    | Тверде   | Варвара Лепченко  | 6–1, 6–4      |

### Парний розряд (1–5)
| Результат | Ранг | Дата     | Турнір                 | Покриття | Партнерка        | Суперниці                           | Рахунок       |
| --------- | ---- | -------- | ---------------------- | -------- | ---------------- | ----------------------------------- | ------------- |
| Поразка   | 1    | Кві 2004 | Джексон, США           | Ґрунт    | Крістен Шлукебір | Стефані Дюбуа Аліса Клейбанова      | 2–6, 3–6      |
| Перемога  | 2.   | Тра 2004 | Гілтон-Гед-Айленд, США | Тверде   | Варвара Лепченко | Таннер Кокрен · Джеслін Г'юїтт      | 6–2, 3–6, 6–3 |
| Поразка   | 3.   | Чер 2004 | Аллентаун, США         | Тверде   | Варвара Лепченко | Анджела Гейнс · Даяна Оспіна        | 0–6, 2–6      |
| Поразка   | 4.   | Вер 2004 | Ешленд (Кентуккі), США | Тверде   | Крістен Шлукебір | Сандра Клезель Марія Емілія Салерні | 3–6, 3–6      |
| Поразка   | 5.   | Січ 2005 | Тампа, США             | Тверде   | Крістен Шлукебір | Джулія Дітті Владіміра Угліржова    | 1–6, 2–6      |
| Поразка   | 6.   | Чер 2005 | Аллентаун, США         | Тверде   | Крістен Шлукебір | Енслі Карґілл Джулія Дітті          | 2–6, 3–6      |